# Linha tronco de bitola métrica (Estrada de Ferro Oeste de Minas)
A linha tronco de bitola métrica da Estrada de Ferro Oeste de Minas foi aberta entre 1895 e 1928. Em 1928 ligava Patrocínio (o trecho de Formiga à Patrocínio foi adquirido junto à massa falida da Estrada de Ferro Goiás) à Angra dos Reis.
Este trecho hoje encontra-se em operação pela Ferrovia Centro-Atlântica.